# Пауль Кірсіпуу
Пауль Кірсіпуу (ест. Paul Kirsipuu; нар. 12 травня 1968, Таллінн) — естонський футболіст, який грав на позиції півзахисника. Більшу частину кар'єри провів у клубі «Динамо» з Таллінна в різних лігах естонського футболу, відомий також за виступами в низці інших естонських та закордонних клубів.

## Клубна кар'єра
Пауль Кірсіпуу народився в Таллінні, та є вихованцем місцевої футбольної команди «Динамо». У команді майстрів дебютував у 1985 році в команді другої ліги «Таврія» з Сімферополя, утім гравцем основи не став, зігравши лише 5 матчів, і наступного року повернувся до Естонії, де за сезон 1986 року зіграв 1 матч за команду другої ліги «Спорт» з Таллінна. У 1990 році Кірсупуу грав у складі талліннського «Спорту» в Балтійській лізі. З 1992 до 1995 року Пауль Кірсіпуу грав у складі фінського клубу «Гонка». У 1995 році повернувся на батьківщину, де спочатку грав у талліннській «Нормі», а пізніше в клубах Мейстріліги «Тевалте-Марлекор» і «Таллінна Садам». У 1996 році Кірсіпуу повернувся до свого рідного клубу «Динамо» з Таллінна, в якому грав до кінця 1997 року. У 1998 році футболіст спочатку грав за талліннський клуб «Вігрі», а пізніше за фінський клуб «Іматран Палло-Саламат».
У 1999 році Пауль Кірсіпуу повернувся до талліннського «Динамо», з яким вийшов до другого естонського дивізіону, в якому грав у складі команди в 2000 році. У 2001—2002 роках Кірсіпуу грав за клуби «Реал» та «Маарду» з однойменного міста. У 2003 році футболіст знову повернувся до динамівського клубу зі столиці Естонії, в якому з невеликою перервою в 2004 році грав до 2008 року. За цей час клуб піднявся до найвищого естонського дивізіону в 2005 році, Кірсіпуу зіграв за клуб у Мейстрілізі 22 матчі, проте відразу ж із найвищого дивізіону вибув, після чого розпочалось падіння клубу до найнижчих рівнів естонського футболу. У 2008—2010 році Кірсіпуу грав за талліннський «Арарат», після чого повернувся до «Динамо», після чого остаточно завершив виступи на футбольних полях у 2013 році. Пауль Кірсіпуу працює тренером талліннського дитячої футбольної школи «Пума».